# Xã Atlanta, Quận Rice, Kansas
Xã Atlanta (tiếng Anh: Atlanta Township) là một xã thuộc quận Rice, tiểu bang Kansas, Hoa Kỳ. Năm 2010, dân số của xã này là 134 người.